# McPherson County (Kansas)
McPherson County je okres ve státě Kansas v USA. K roku 2010 zde žilo 29 180 obyvatel. Správním městem okresu je McPherson. Celková rozloha okresu činí 2 334 km².